# Bobby Elliott
Bobby Elliott (Burnley, Lanchashire, 1941. december 8.–) angol dobos, a The Hollies egyik alapító tagja. Az együttes összes többi tagjával közösen 2010-ben bekerült a Rock and Roll Hall of Fame-be.

## Élete

### Magánélete
Elliottnak korábban hosszú kapcsolata volt zenésztársának, Tony Hicksnek nővérével, Maureen Hicks-szel. Jelenleg Susan Elliott-tal él házasságban.

## Fordítás
- Ez a szócikk részben vagy egészben  a   Bobby Elliott című angol Wikipédia-szócikk ezen változatának fordításán alapul.  Az eredeti cikk szerkesztőit annak laptörténete sorolja fel. Ez a jelzés csupán a megfogalmazás eredetét és a szerzői jogokat jelzi, nem szolgál a cikkben szereplő információk forrásmegjelöléseként.